# КК Макаби Ашдод
КК Макаби Ашдод (хебр. מכבי אשדוד‎) је израелски кошаркашки клуб из Ашдода. Тренутно се такмичи у Суперлиги Израела.

## Историја
Клуб је основан 1961. године. У сезони 2011/12. забележили су највећи успех када су стигли до финала плејофа израелског првенства где су поражени од Макаби Тел Авива.
У Лига купу Израела су стигли до финала 2012. али су поражени од Макаби Тел Авива резултатом 75:65.

## Успеси
- Првенство Израела:
  - Вицепрвак (1): 2012.

- Куп Израела:
  - Финалиста (1): 2016.

- Лига куп Израела:
  - Финалиста (1): 2012.

## Познатији играчи
- Алекс Тајус
- Оливер Лафајет